# Devon (rapper)
Devon Martin, noto semplicemente come Devon (Regno Unito, 6 giugno 1963 – Vancouver, 23 luglio 2024), è stato un rapper canadese salito alla ribalta per il suo brano del 1990 Mr. Metro avente per tema il razzismo della polizia.
Mr. Metro divenne un ulteriore alias dell'artista.

## Biografia
Nato in Inghilterra ma cresciuto a Malton, un sobborgo di Mississauga in Ontario non distante da Toronto, formò il suo primo gruppo musicale chiamato Shock Waves, all'età di 14 anni, pubblicando un singolo indipendente nel 1977. Successivamente fu membro della band reggae 20th Century Rebels e fece da musicista supporter per Bong Conga Nistas, Messenjah and Lillian Allen.
Successivamente alla notorietà per il brano Mr. Metro, Devon realizzò il suo primo album da solista nel 1992 dal titolo It's My Nature. L'anno successivo (1993) vinse il Juno Award come Best Rap Recording con l'album Keep It Slammin'.
Svolse il lavoro di poliziotto per la Royal Canadian Mounted Police nel Surrey B.C.